# Zita Görög
Zita Görög (anhörenⓘ; * 27. September 1979 in Nagybátony, Komitat Nógrád) ist eine ungarische Schauspielerin, Moderatorin und Model.
Görög wurde als 18-Jährige als Model aktiv. Sie lief auf Modenschauen und war in Anzeigenkampagnen zu sehen sowie im Playboy. Ab 2002 wurde sie als Moderatorin tätig und führte durch die Sendungen Cinematrix und die Castingshow Megasztár. Ab dieser Zeit war sie auch in Filmproduktionen zu sehen, darunter Underworld und Underworld: Evolution. 

## Filmografie (Auswahl)
- 2003: Den of Lions
- 2003: Underworld
- 2004: A Cafe in the Sky
- 2005: 8mm 2 – Hölle aus Samt (8mm 2)
- 2006: Underworld: Evolution